# Westerplatte

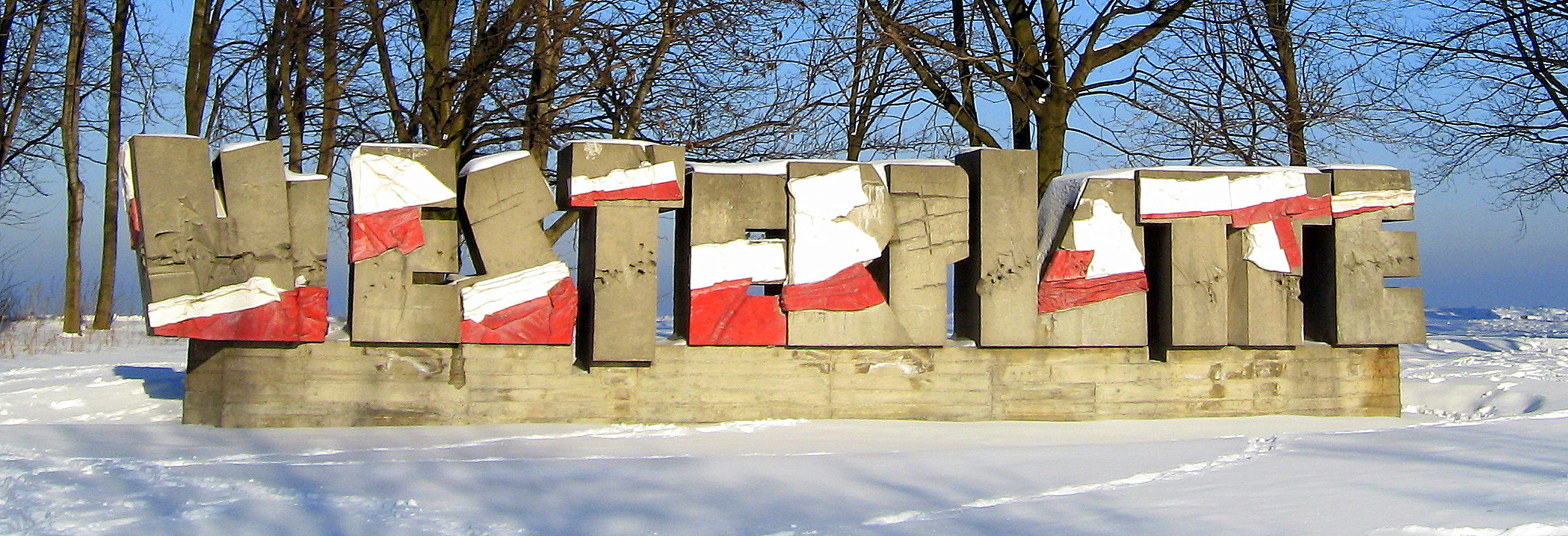
Napis Westerplatte przy wjeździe na półwysep – niemieckie słowo z wyraźnie zaznaczonymi polskimi akcentami (barwy Rzeczypospolitej Polskiej)

Westerplatte – uformowany w latach 1845–1847 półwysep (wcześniej wyspa) w Gdańsku, przy ujściu Martwej Wisły do Zatoki Gdańskiej.
W latach 1926–1939 eksklawa Rzeczypospolitej Polskiej wewnątrz terytorium Wolnego Miasta Gdańska, symbol wybuchu II wojny światowej. W okresie międzywojennym na terenie Westerplatte funkcjonowała Wojskowa Składnica Tranzytowa, której obrona we wrześniu 1939 stała się symbolicznym początkiem II wojny światowej oraz polskiego oporu przeciw agresji III Rzeszy. Miejsca związane z polem bitwy o Westerplatte zostały wpisane 1 września 2003 na listę Pomników historii.

## Położenie
Westerplatte położone jest w północno-wschodniej części Gdańska, na Wyspie Portowej. Jest to niezamieszkany, zalesiony półwysep pomiędzy Zatoką Gdańską i zakolem Martwej Wisły, tzw. Zakrętem Pięciu Gwizdków. Szerokość półwyspu waha się od ok. 200 do ok. 500 metrów, długość wynosi ok. 2 kilometrów.
Według podziału administracyjnego Westerplatte należy do dzielnicy Przeróbka. Zostało przyłączone do Gdańska w 1814 roku. Graniczy od południa z Wisłoujściem i Portem Północnym, a przez Martwą Wisłę z dzielnicą mieszkaniowo-przemysłową Nowy Port.

## Nazwa
Nazwa Westerplatte (dawniej West Platte) pochodzi z języka niemieckiego. West to „zachodnia”, a platte – „płyta” (w znaczeniu: „wyspa”). Westerplatte oznacza więc „zachodnią wyspę”. Zgodnie z nazwą, Westerplatte w XIX wieku było jeszcze wyspą, a określenie „zachodnia” służyło do odróżnienia wyspy od istniejącej wtedy również Ost Platte („wyspy wschodniej”), która z czasem połączyła się z lądem. Nazwę zachowano, gdyż stała się symbolem walki o wolność.

## Historia

### Do 1939

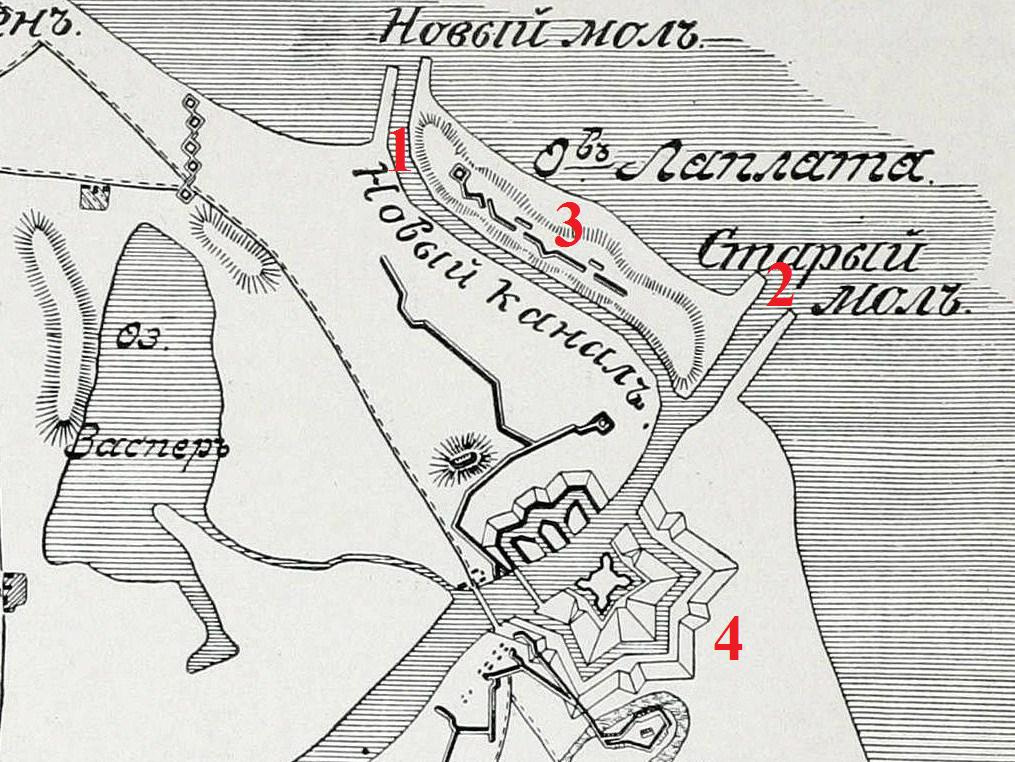
Plan z 1734:
1. Kanał Portowy w Gdańsku
2. stare ujście Wisły
3. Westerplatte (jeszcze jako wyspa)
4. Twierdza Wisłoujście

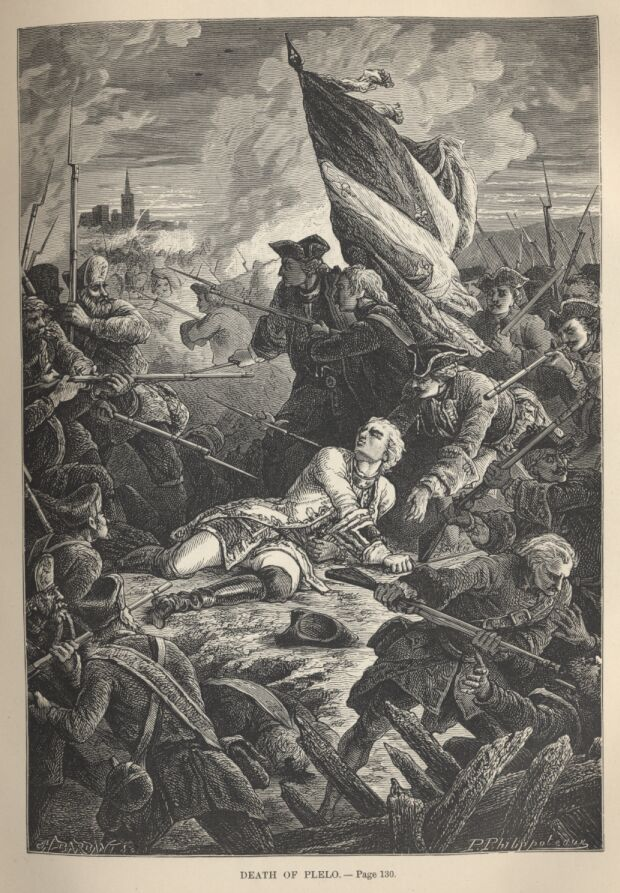
Śmierć pułkownika de Bréhan hrabiego de Plélo na Westerplatte 27 maja 1734

W maju 1734 wylądował tu 2,5-tysięczny francuski korpus interwencyjny hrabiego Ludwika de Plélo (który sam tam zginął), próbujący przełamać oblężenie Gdańska przez Rosjan w czasie wojny o sukcesję polską. W 1835 powstał pierwszy zakład kąpielowy z restauracją. Powstanie półwyspu przyczyniło się do szybkiego rozwoju kurortu. Było to najkrócej działające gdańskie kąpielisko. Przestało funkcjonować przed II wojną światową. W 1880 Towarzystwo Żeglugowe „Weichsel” zakupiło część półwyspu, na którym urządziło przystań dla statków z Gdańska i zbudowało dom zdrojowy wraz z molo i halą plażową. Obiekty te doznały znacznych szkód w wyniku sztormu w nocy z 9 na 10 stycznia 1914. 
Z rąk niemieckich teren półwyspu Westerplatte udało się wykupić jesienią 1919. Zakup finansował ksiądz Stanisław Adamski zarządzający Związkiem Spółek Zarobkowych i Gospodarczych. Inicjatorem wykupu był Mieczysław Jałowiecki, pierwszy przedstawiciel rządu Rzeczypospolitej w Wolnym Mieście Gdańsku. Ponieważ Niemcy nie chcieli sprzedawać nieruchomości w Gdańsku Polakom, zakupy dokonywane były przez Polaków-Kaszubów o niemiecko brzmiących nazwiskach.
14 marca 1924 Rada Ligi Narodów przyznała Polsce teren na półwyspie Westerplatte, u ujścia kanału portowego do morza, naprzeciw przedmieścia Nowy Port. 31 października 1925 obszar na terenie Wolnego Miasta Gdańska na półwyspie Westerplatte został przekazany w bezterminowe i bezpłatne użytkowanie Polsce.
7 grudnia 1925 Liga Narodów przyznała Polsce prawo do utrzymania straży wojskowej na Westerplatte. Już 18 stycznia 1926 o godz. 14.00 przybył na trałowcu ORP Mewa pierwszy oddział i rozpoczął pełnienie służby wartowniczej. W latach 1926–1939 na terenie półwyspu funkcjonowała Wojskowa Składnica Tranzytowa.

### II wojna światowa

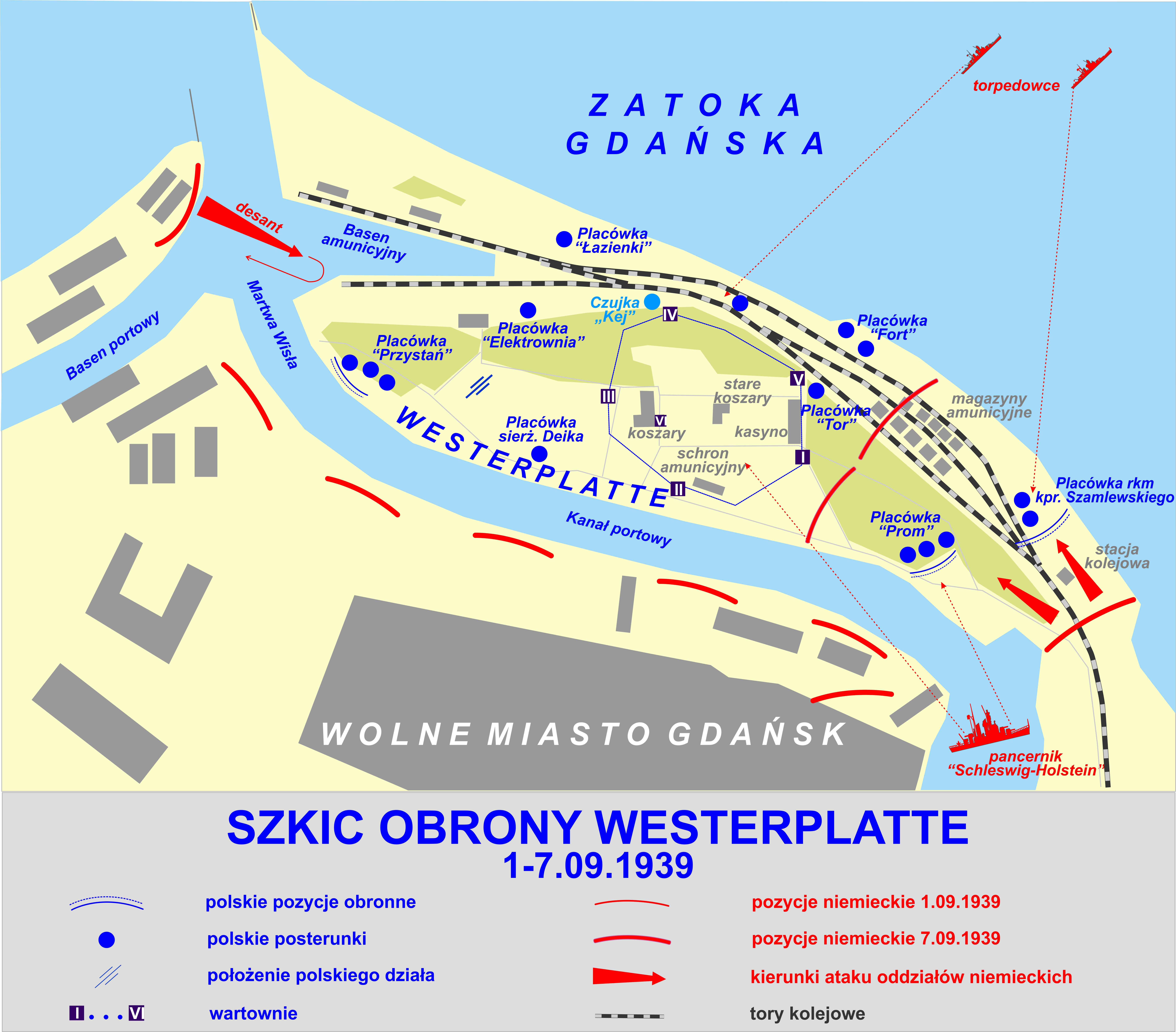
Obrona Westerplatte 1–7 września 1939

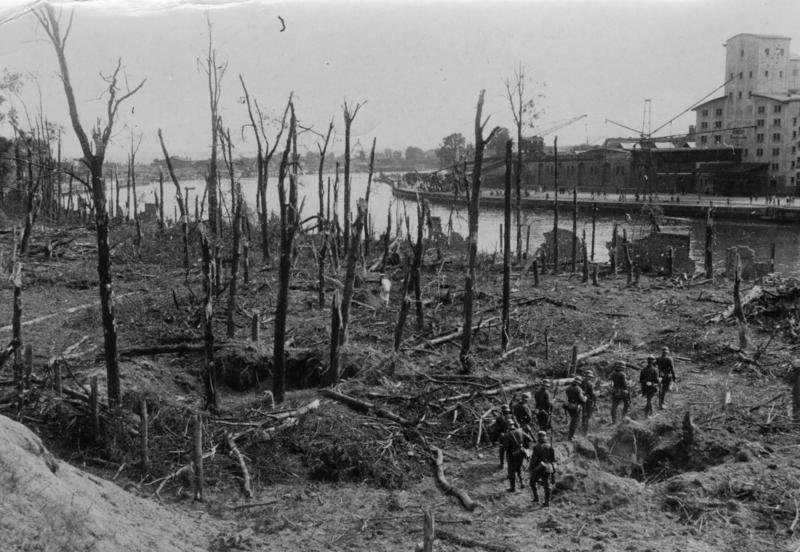
Westerplatte po zakończeniu walk, 9 września 1939

25 sierpnia 1939 przybył do Gdańska z rzekomo kurtuazyjną wizytą (pod pretekstem awarii zapowiedzianego wcześniej innego, mniejszego okrętu „Königsberg”) niemiecki pancernik szkolny „Schleswig-Holstein” (mimo przestarzałej konstrukcji był to bardzo silnie uzbrojony okręt przygotowany do ataku na Westerplatte, pod pokładem przewożący kompanię szturmową Kriegsmarine). W dniach 1–7 września 1939 miała miejsce obrona półwyspu pod dowództwem mjr. Henryka Sucharskiego. W trakcie tych walk garnizon walczył samotnie i w okrążeniu wobec przeważających sił wroga. Po kapitulacji 10 października 1939 hitlerowcy przewieźli na Westerplatte polskich więźniów w celu uporządkowania terenu po walkach.
W marcu 1940 utworzono na Westerplatte podobóz (Abteilung Aussenstelle) obozu koncentracyjnego w Stutthofie. Jego komendantami byli: SS-Hauptsturmführer Franz Christoffel, SS-Untersturmführer Paul Ehle i SS-Untersturmführer Kurt Mathesius. W maju 1941 zakończono prace rozbiórkowe na Westerplatte (częściowe rozebranie koszar przez ostatnią grupę więźniów) i rozwiązano obóz.
Po wojnie jesienią 1946 rozpoczęto rozminowywanie terenu półwyspu. Na miejscu Wartowni nr 5 ustawiono krzyż i tablicę z nazwiskami poległych, tworząc symboliczny cmentarz. Jednocześnie w budynku koszar detonowano niewybuchy, przyczyniając się do dewastacji obiektu. 2 lipca 1962 krzyż usunięto i postawiono na jego miejscu czołg T-34 z 1945 roku.

### Po II wojnie światowej

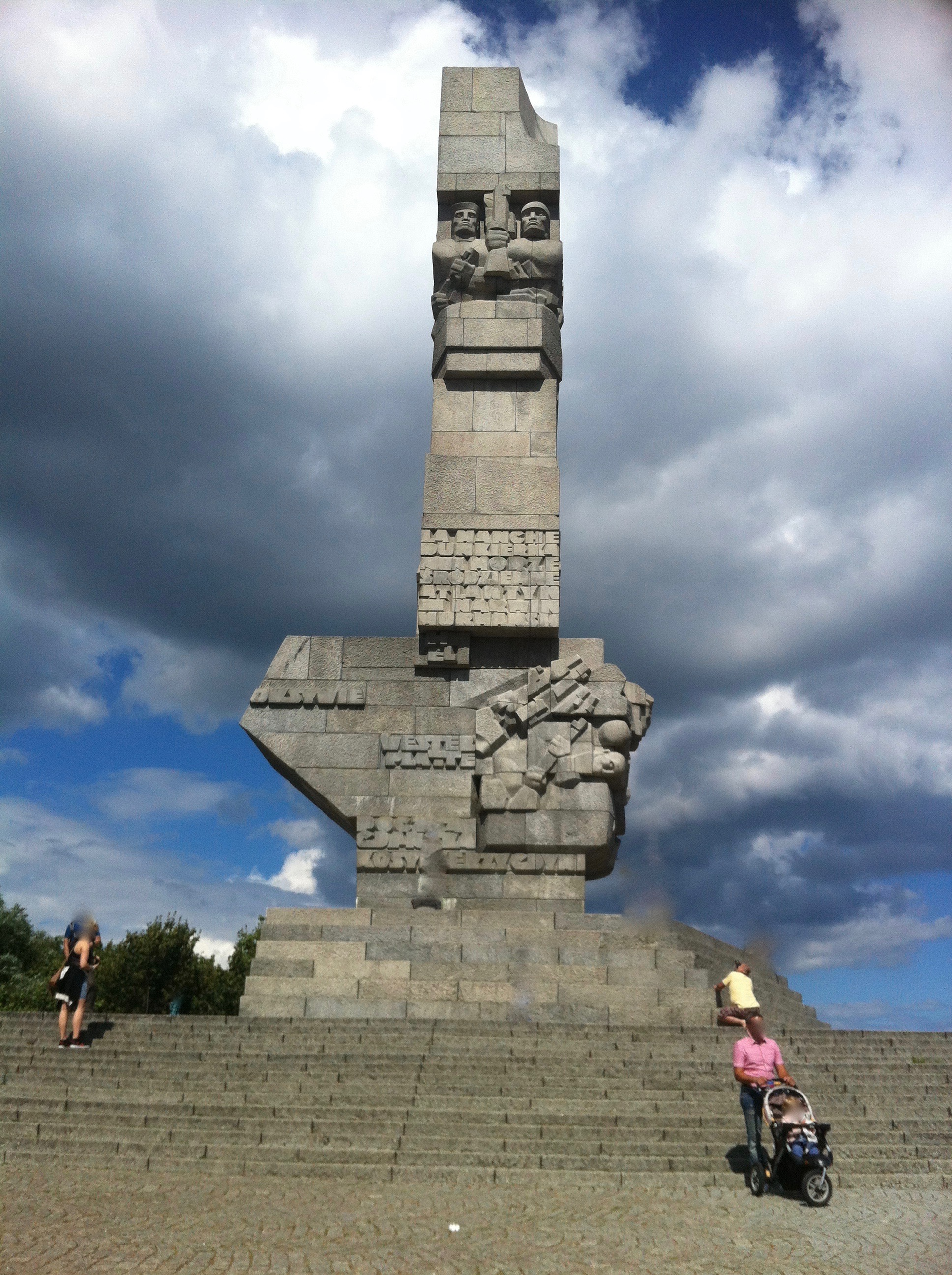
Pomnik Obrońców Wybrzeża na Westerplatte

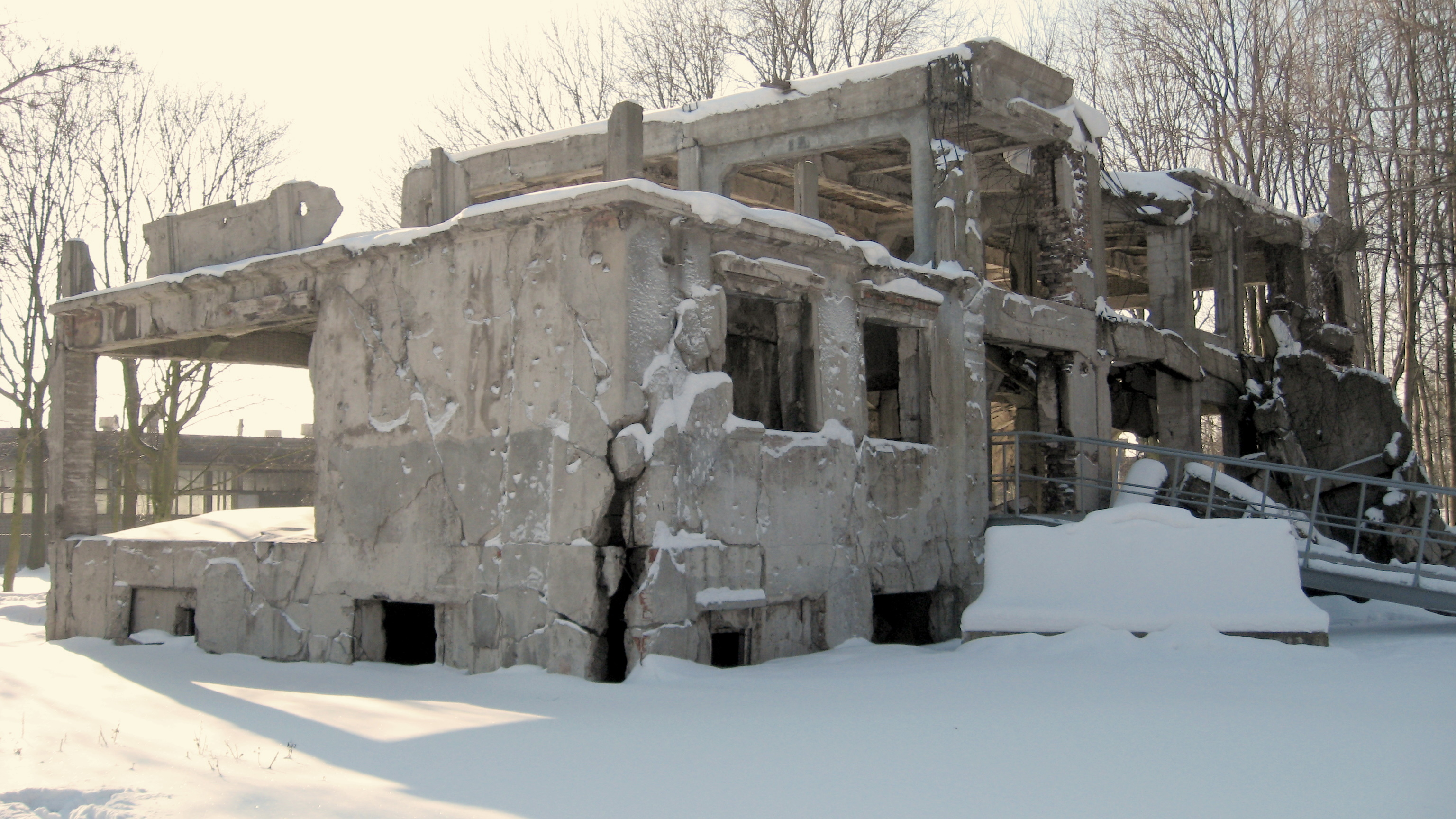
Pozostałości nowych koszar na Westerplatte (stan na 2010 r.)

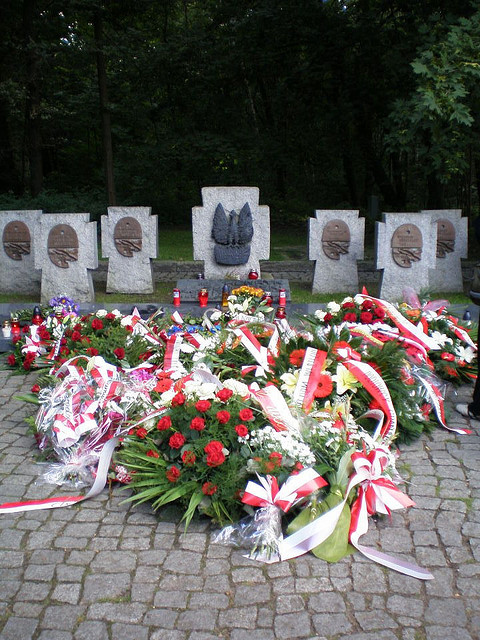
Cmentarzyk Poległych Obrońców Westerplatte

9 października 1966 odsłonięto 25-metrowy Pomnik Obrońców Wybrzeża autorstwa prof. Adama Haupta, ustawiony na 20-metrowym kopcu. Pomnik ten swoim kształtem przypomina wyszczerbiony bagnet wbity w ziemię. W czasie przebudowy terenu wyburzono znaczącą część ruin koszar; w 1967 przy poszerzaniu kanału portowego przesunięto na szynach w całości Wartownię nr 1.
12 czerwca 1987 miało tam miejsce spotkanie papieża Jana Pawła II z 38 westerplatczykami i młodzieżą. W maju 2011 roku, podczas prac przy budowie Trasy Sucharskiego, został odkryty nieznany, betonowy falochron albo pirs, który był oddalony od brzegu o kilkadziesiąt metrów.
Od zakończenia wojny na terenie Westerplatte stacjonują jednostki Wojska Polskiego.
W 2019 uchwalono ustawę mającą na celu budowę do 2026 nowego Muzeum Westerplatte i Wojny 1939, które kosztem 200 mln zł ma zostać zrealizowane na powierzchni 27,5 tys. m kw. Projekt przewiduje odbudowę siedmiu budowli wojskowej składnicy tranzytowej oraz utworzenie wystawy stałej o powierzchni 3,5 tys. m kw. 7 sierpnia 2020 podano do wiadomości informację o nacjonalizacji miejskiej dotąd części półwyspu, na której znajdują się willa oficerska, Wartownia nr 3 i pomnik Obrońców Wybrzeża, a 10 sierpnia 2020 o ogłoszeniu konkursu na koncepcję Cmentarza Wojskowego Żołnierzy Wojska Polskiego na Westerplatte. 21 grudnia 2020 ogłoszono, że zrealizowana zostanie koncepcja pracowni NM Architekci z Warszawy.
15 grudnia 2020 wojewoda pomorski wydał zgodę na realizację na działce 25/2 części inwestycji pod nazwą „Budowa Muzeum Westerplatte i Wojny 1939 – Oddziału Muzeum II Wojny Światowej w Gdańsku”. Prace będą odbywać się na Westerplatte. Decyzja wojewody ma rygor natychmiastowej wykonalności i na podstawie ustawy z lipca 2019 „o inwestycjach w zakresie budowy Muzeum Westerplatte i Wojny 1939” jest wyłączona z trybu administracyjnego.
16 września 2021 Naczelny Sąd Administracyjny orzekł, że przejęcie przez Skarb Państwa w dniu 28 sierpnia 2020 należącej wcześniej do Gdańska działki nr 68 na Westerplatte, obejmującej pomnik Obrońców Wybrzeża i pole bitwy, jest bezprawne, co oznacza powrót znacjonalizowanej dwa lata wcześniej działki do mienia komunalnego.
4 listopada 2022 na nowym Cmentarzu Wojskowym Żołnierzy Wojska Polskiego na Westerplatte z udziałem władz państwowych, województwa pomorskiego oraz Gdańska odbyły się uroczystości pogrzebowe 10 obrońców Westerplatte. Pochowani w tym dniu obrońcy to: plutonowy Adolf Petzelt (dowódca Wartowni nr 5), kapral Bronisław Perucki, kapral Jan Gębura, starszy strzelec Władysław Okrasa, legionista Ignacy Zatorski, starszy legionista Zygmunt Zięba i legionista Józef Kita. Pozostali dwaj żołnierze zostali oznaczeni jako NN. Pochowano również dowódcę Wojskowej Składnicy Tranzytowej z 1939 majora Henryka Sucharskiego. Wydarzenie było współorganizowane przez Instytut Pamięci Narodowej, Ministerstwo Obrony Narodowej oraz Muzeum II Wojny Światowej w Gdańsku. Budowę cmentarza dofinansowano ze środków Ministra Kultury i Dziedzictwa Narodowego.
W 2021 został wyprodukowany dokument pt. „Identyfikacja obrońców Westerplatte”.

## Obiekty
- Pomnik Obrońców Wybrzeża
- Cmentarzyk Poległych Obrońców Westerplatte
- Zachowane wartownie: Wartownia nr 1, Wartownia nr 3, Placówka Fort, Placówka Elektrownia
- Koszary
- Pomnik - napis Nigdy więcej wojny!
- Terminal promowy Westerplatte
- Kaszubski Dywizjon Straży Granicznej
- Punkt obserwacyjny 25 baterii artylerii stałej z lat 50. XX wieku.
- Pętla autobusowa
- Jednostka Wojskowa GROM - Zespół Bojowy "B" (oddział wodny)

## Westerplatte w kulturze
- Wiersz Konstantego Ildefonsa Gałczyńskiego „Pieśń o żołnierzach z Westerplatte”
- Film fabularny Stanisława Różewicza Westerplatte z 1967
- Film fabularny Pawła Chochlewa Tajemnica Westerplatte z 2013
- Film dokumentalny na temat zlotu obrońców Westerplatte w 1988 w Gdańsku z udziałem 30 westerplatczyków
- Lwy Westerplatte 1989-96, film dokumentalny autorstwa Krzysztofa Pulkowskiego z 1997[29]
- Książka Melchiora Wańkowicza Westerplatte, 1959
- Paradokumentalny komiks wojenny Westerplatte: Załoga śmierci Mariusza Wójtowicz-Podhorskiego i Krzysztofa Wyrzykowskiego
- Książka Zbigniewa Flisowskiego Tu na Westerplatte, 1969
- Książka Rafała Witkowskiego Westerplatte. Historia i dzień dzisiejszy, 1977
- Książka Mariusza Borowiaka Westerplatte – w obronie prawdy, 2000
- Książka, monografia WST, Mariusza Wójtowicza-Podhorskiego, Westerplatte 1939. Prawdziwa historia, 2009
- Utwór muzyczny Anny German (znajdujący się na kompilacyjnej płycie CD pt. „Moja Ojczyzna” wydanej w 2017 – Pieśń O Żołnierzach Z Westerplatte, również wykorzystany w filmie „Prom”, 1970)
- Utwór muzyczny formacji Tormentia (pochodzący z płyty „Krew za Krew”) Żołnierz Westerplatte, 2009
- Utwór muzyczny rapera Emace (zbiór piosenek PNKB, czyli Patriotyzm Na Kradzionym Bicie) PNKB – Żołnierzom Westerplatte, 2011
- Książka Jacka Komudy Westerplatte, 2019[30].

## Dojazd
Połączenie z centrum Gdańska umożliwiają autobusy komunikacji miejskiej (linie nr 106, 138 i sezonowa 606) oraz tramwaje wodne linii F5.